# Chaetodipus baileyi
Chaetodipus baileyi är en däggdjursart som först beskrevs av Clinton Hart Merriam 1894.  Chaetodipus baileyi ingår i släktet Chaetodipus och familjen påsmöss. IUCN kategoriserar arten globalt som livskraftig.
Inga underarter finns listade i Catalogue of Life. Wilson & Reeder (2005) skiljer mellan två underarter.
Honor är med en absolut längd av 176 till 228 mm inklusive en svanslängd av 86 till 125 mm mindre än hannar. De är med en genomsnittlig vikt av 24,5 g även lättare. Hannar blir med svans 206 till 240 mm långa, svanslängden är 76 till 140 mm och de väger omkring 28,2 g. Arten har 21 till 38 mm långa bakfötter och 7 till 19 mm långa öron. Den delvis styva pälsen på ovansidan är grå med några gula skuggor. Chaetodipus baileyi är större än de flesta andra släktmedlemmar som lever i samma region.
Denna gnagare förekommer främst i nordvästra Mexiko och i södra Arizona (USA). Den når även angränsande delar av Kalifornien och New Mexico. Habitatet utgörs av öknar med enstaka träd och buskar.
Individerna är aktiva på natten och äter främst frön. Vätskebehovet täcks med födan. De vilar i underjordiska bon. Arten kan äta frön av busken jojobabusken (Simmondsia chinensis) som är giftig för andra däggdjur. Fortplantningen sker vanligen efter regn. Förutom frön äter Chaetodipus baileyi gröna växtdelar och insekter. Den minskar sin aktivitet under vintern men den håller ingen vinterdvala. I naturen blir bara ett fåtal individer 11 månader gamla. Exemplar i fångenskap levde däremot upp till tre år.